# ميلتون يونغ
ميلتون يونغ (بالإنجليزية: Milton Young)‏ هو سياسي أمريكي، ولد في 6 ديسمبر 1897 في برلين في الولايات المتحدة، وتوفي في 31 مايو 1983 في الولايات المتحدة. حزبياً، نشط في الحزب الجمهوري. وقد انتخب عضو مجلس ولاية داكوتا الشمالية (1934 – 1945) وانتخب عضو مجلس نواب داكوتا الشمالية (1934 – ) وانتخب عضو مجلس الشيوخ الأمريكي عن دائرة داكوتا الشمالية (12 مارس 1945 – 3 يناير 1981).